# Mohos ugrópók
A mohos ugrópók (Marpissa muscosa) a pókszabásúak (Arachnida) osztályába a pókok (Araneae) rendjébe és az ugrópókok (Salticidae) családjába tartozó faj.

## Előfordulása
Eurázsiában honos.

## Megjelenése
A hím testhossza 6-8 milliméter, a nőstény 8-11 milliméter. Mindkét nem szürke és barna színű.